# ТЕС Барка
ТЕС Барка — теплова електростанція на півночі Оману.
У 2003-му на майданчику станції запустили в роботу парогазовий блок комбінованого циклу потужністю 459 МВт, в якому дві газові турбіни потужністю по 119,5 МВт живлять через відповідну кількість котлів-утилізаторів одну парову турбіну з показником 220 МВт.
З електростанцією інтегрований завод з опріснення води потужністю 91 тис. м³ на добу, який відбирає для своєї діяльності 25 МВт.
Як паливо станція використовує природний газ, постачений по трубопроводу Мурайрат – Сухар.
Необхідну для роботи майданчику морську воду отримують через чотири трубопроводи завдовжки по 1,2 км з діаметром 2,2 метра. Відпрацьована електростанцією вода повертається в море по двох трубопроводах завдовжки по 0,7 км з діаметром по 2,5 метра.
Проект реалізувала американська компанія AES, яка станом на 2001 рік володіла 85 % участі. Надалі склад учасників неодноразово змінювався і з 2010-го найбільшим власником стала саудійська компанія Acwa Power, що має 41,91 % участі.